# Jardinet du Docteur-Antoine-Béclère
Le jardinet du Docteur-Antoine-Béclère est un square du 12e arrondissement de Paris.

## Situation et accès
Le square se trouve sur le terre-plein central entre le 223 rue du Faubourg-Saint-Antoine et la rue Faidherbe, appelé place Mireille Havet depuis 2006. Les grilles viennent des anciens jardins du boulevard Richard-Lenoir.
Il est desservi par la ligne 8 à la station Faidherbe - Chaligny.

## Historique
Il porte ce nom en raison de sa proximité avec la place éponyme.
Le jardin entoure la fontaine de la Petite Halle, autrefois « fontaine de Montreuil », édifiée en 1719 par Jean Bausire en face de l'abbaye Saint-Antoine-des-Champs. Louis XV en a posé la première pierre en 1719. De plan carré, elle présente quatre façades quadrangulaires ornées d'arcade surmontées de frontons. L'eau s'écoule d'un mascaron à visage humain.